# Vegas Pro
Pour les articles homonymes, voir Vegas.
VEGAS Pro, anciennement Vegas, est une suite de logiciels de montage vidéo qui était éditée et développée par Sonic Foundry avant son rachat par Sony puis par la holding  Magix software en 2016. Le logiciel se compose notamment de multiples pistes illimitées en temps réel pour montage audio et vidéo, des effets vidéo, un support VST et DirectX, Dolby Digital, ainsi qu'un mixeur surround.

## Description
La suite de logiciels, VEGAS Pro va à des besoins du grand public à ceux des professionnels avec ces trois éditions du logiciel (v22) :
- VEGAS Pro possédant peu d'extensions pour des projets vidéos simples.
- VEGAS Pro Suite possédant beaucoup d'extensions pour des projets vidéos plus avancé.

Des films comme Paranormal Activity, OceanWorld 3D ou Bendeyar ont été montés avec VEGAS Pro[réf. nécessaire]. Que ça soit montage vidéo ou audio, plusieurs YouTubers l’utilisent pour faire des montages.

## Caractéristiques
Ce logiciel ne nécessite pas de caractéristiques informatiques particulièrement puissantes, sauf pour les projets en 8K et l'utilisation des fonctionnalités d'intelligence artificielle. Toute la gamme VEGAS permet de réaliser des projets qui peuvent aller de 24 à 144 images par seconde et les différences entre les deux versions grand public est principalement dans les extensions disponibles.
VEGAS Pro 22 est capable de gérer des projets jusqu'en 8K tout en offrant une haute qualité d'image. Il se différencie par ses outils de composition et d'effets spéciaux qui produisent une sortie de qualité même s'il ne concurrence pas des logiciels tels qu'Adobe After Effects ou Nuke. Le logiciel intègre des outils de création stéréoscopique et prend en charge l'audio en 64 bits jusqu'à 768 kHz, avec la possibilité de manipuler jusqu'à 32 canaux pour une qualité audio élevé.
La version 22 apporte plusieurs innovations basées sur l'IA, regroupant ainsi plusieurs fonctionnalités :
- Analyse d'image par IA : Permet de modifier séparément le premier plan et l'arrière-plan.
- Voix-off automatiques : Génère des voix-off à partir de textes, avec une expression émotionnelle adaptée et en plusieurs langues.
- Smart Masks : Identifie les objets en mouvement dans les clips vidéo et génère des masques de Bézier adaptés.
- Outils d'amélioration d'image : Des fonctions telles que AI DeHaze, AI Sharpen et AI Smoothen améliorent la netteté, réduisent la brume et adoucissent les images pour un rendu visuel optimal.

La vitesse d'affichage de la fenêtre d'exploration a été améliorée, permettant un rendu plus rapide des vignettes, notamment pour les fichiers en 4K et plus. VEGAS Pro 22 propose une version bêta pour les appareils ARM et un moteur de rendu optimisé, assurant une lecture fluide en haute résolution grâce à une compatibilité supérieur avec divers codecs (HEVC, AVC, AV1, BRAW).

## Systèmes d'exploitation
La dernière version de VEGAS Pro (version 22) est publiée sur les systèmes d'exploitation Windows.